# كلود ريان
كلود ريان هو صحفي وسياسي كندي، ولد في 26 يناير 1925 في مونتريال في كندا، وتوفي بنفس المكان في 9 فبراير 2004 بسبب سرطان المعدة. حزبياً، نشط في حزب كيبيك الليبرالي. وقد انتخب مدير لو دوفوار (1 مايو 1964 – 11 يناير 1978) وانتخب محرر عمود الافتتاحية ‏ لو دوفوار (1962 – ) وانتخب عضو الجمعية الوطنية في كيبك ‏.

## روابط خارجية
- كلود ريان على موقع IMDb (الإنجليزية)